# Guy Borgé
Guy Borgé, né le 26 juin 1925 à Lyon et mort dans cette même ville le 29 décembre 2013, est aviateur, photographe et auteur d'une quinzaine d'ouvrages sur la photographie, la ville de Lyon et son histoire.

## Biographie
Petit-fils d'un soyeux lyonnais, Guy Borgé fait ses études à l’École de tissage de Lyon et poursuit des études scientifiques.
Adepte d'aviation et de planeur (Insigne d'argent et d'or de Vol à voile,), Guy Borgé est sélectionné dans l'Équipe de France de Vol à voile en 1952. Ses résultats au Championnat de France de 1955 lui permettent de concourir au Championnat du monde de Vol à voile de Saint-Yan (France), en 1956, où il côtoie Hanna Reitsch, une des aviatrices allemandes les plus célèbres du XXe siècle.
En parallèle de ses concours sportifs, il écrit pour plusieurs revues spécialisées de Vol à Voile : Les Ailes  (où il rencontre régulièrement le fondateur de la revue, Georges Houard), Sailplane and Glider (revue anglaise), L'AERO Revue  de l'Aéro-Club du Rhône et du Sud-Est dont il est membre à vie depuis 1942.
Sergent réserviste, professeur de météorologie à l'Armée de l'air pendant vingt ans, il reçoit en 1961 la Croix d'Officier dans l'Ordre du Mérite militaire.
De grandes entreprises sont intéressées par des photos aériennes des nombreux chantiers de reconstruction d'après-guerre (SNCF, Ponts et Chaussées, urbanisation du quartier La Duchère). Guy Borgé se lance alors dans la photographie aérienne pour rembourser l'achat de son avion et crée son studio photographique en 1954. Il commence par publier ses photographies à La Vie du Rail puis travaille pour le service ophtalmologique de l'hôpital de la Croix-Rousse de Lyon pendant trente ans.
Collectionneur de photographies et d'appareils anciens, il devient consultant en salle de ventes (étude Milliarède et étude Chenu-Berard-Péron à Lyon) pendant vingt ans. Il achète la collection du photographe lyonnais Jules Sylvestre connu pour avoir été appelé au chevet du président de la République Sadi Carnot, à la suite de son assassinat à Lyon en 1894. Il cède plus tard une partie des négatifs sur plaques photographiques à la Bibliothèque Municipale de Lyon.

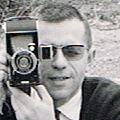
Guy Borgé et un appareil de collection

L'achat de plaques photographiques anciennes sera le point de départ d'expositions, de conférences,, et de livres, qui deviendront des références dans le domaine de l'histoire de Lyon et de la photographie  (Banque de données culturelles dont celle du Ministère de la Culture français Base Malraux, le Centre de ressources Berkeley ou le Centre Pompidou virtuel; publications référencées sur les sites culturels de Lyon,,
 ou du Patrimoine culturel de Rhône Alpes).
Ses recherches éclairent certains pans de l'histoire photographique et cinématographique : Guy Borgé fiabilise ainsi la date du premier film d'images photographiques animées La Sortie de l'usine Lumière à Lyon en étudiant les bulletins météorologiques de l'époque. Il faisait beau, les ouvrières avaient des robes légères. Le tournage s'est donc déroulé le seul jour de beau temps possible dans le mauvais temps exceptionnel de ce début de printemps 1895 : le mardi 19 mars 1895. Cette date, indiquée dans  le livre Les Lumière, coécrit avec Bernard Chardère, est maintenant communément acceptée.
Ses recherches mettent également en lumière les photographes lyonnais Philippe Fortuné-Durand et Camille Dolard (connu principalement comme peintre).
Membre de la Société des Amis de Lyon et de Guignol, diplômé du "Bon Gone" (enfant dans le parler lyonnais), il participe à la vie lyonnaise en partageant son savoir : articles, conférence à la Bibliothèque de La Part-Dieu, participation à des rencontres-débat Musées Gadagne, échanges avec les étudiants… 

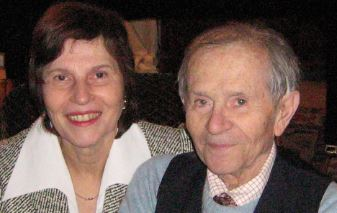
Marjorie et Guy Borgé

Il est marié depuis 1962 avec Marjorie Borgé, sa « fenotte » (femme dans le parler lyonnais). Nièce d’aviateur, spécialiste de tirages photographiques, elle réalise les supports papier à partir des plaques photographiques.
Guy Borgé meurt le 29 décembre 2013 après 11 ans de bataille contre le cancer. Plusieurs publications lyonnaises lui rendent hommage.

## Publications
- Dominique Pascal, Guy Borgé, Jacques Borgé, Nicolas Viasnoff, Prestige de la photographie en 10 volumes, E.P.A., 1977-1980
- Guy Borgé et Marjorie Borgé, Lyon Naguère 1840-1938, préface d'Henri-Hours, Payot, 1978,  (ISBN 2-601-00030-9)
- Guy Borgé, Marjorie Borgé et René Clavaud, Les transports à Lyon : du Tram au Métro, Lyon, Ed. Jean Honoré, 1984, 179 p. (ISBN 2-903460-08-6)
- Guy Borgé et Marjorie Borgé, photos Nicolas Crispini, Lyon passé et présent sous le même angle, Éd. Slatkine, 1987,  (ISBN 978-2051008709)
- Bernard Chardère, Guy Borgé et Marjorie Borgé, Les Lumière, Éd. Payot, 1985,  (ISBN 2-601-03001-1)
- Guy Borgé et Marjorie Borgé, Bernard Frangin, Bistrots de Lyon, préface Jacques Severin, postface Robert Droquet, Éd. Le Progrès, 1997,  (ISBN 978-2904899003)
- Pétrus Sambardier/ Fonds photographique Guy et Marjorie Borgé, La vie illustrée à Lyon de 1900 à 1937, Éd. Lyonnaises d'art et d'histoire, 2003,
- Guy Borgé / Marjorie Borgé Les Lumière. Antoine, Auguste, Louis et les autres : l'invention du cinéma, les autochromes, préface de Jacques Trarieux-Lumière, Éd. Lyonnaises d'art et d'histoire, 2004,  (ISBN 2-84147-147-0)
- Guy Borgé / Marjorie Borgé, Histoire de l'aviation lyonnaise de 1880 à 1960, Éd. Bellier, 2007,  (ISBN 2-84631-180-3)
- Guy Borgé / Marjorie Borgé, illustration Guetty Long, Histoire de Monplaisir, préface de Jean-Louis Touraine, Éd. Bellier, 2008,  (ISBN 2-84631-213-3)
- Guy Borgé / Yves Neyrolles, Lyon, dialogue des temps, Préface de Jean-Jacques Lerrant, EMCC, 2008,  (ISBN 978-2-35740-009-2)
- Guy Borgé / Yves Neyrolles, Lyon, de haut en bas, préface de Jean-Luc da Passano, EMCC, 2010,  (ISBN 978-2-35740-047-4)
- Guy Borgé / Yves Neyrolles, D'un Lyon à l'autre, préface de Gérard Collomb, EMCC, 2011,  (ISBN 978-2-357-40-162-4)
- Guy Borgé / Marjorie Borgé, Charles Popineau, Histoire d'un poète lyonnais de la photographie, EMCC, 2013,  (ISBN 978-2-357-40-284-3)
- Guy Borgé (photographe) / Jean-Paul Tabey (texte), Lyon inédit : 1953-1976, Éd. Lyonnaises d'art et d'histoire, 2018,  (ISBN 978-2-84147-345-8)